# Graben-Neudorf
Graben-Neudorf est une commune de Bade-Wurtemberg (Allemagne), située dans l'arrondissement de Karlsruhe, dans l'aire urbaine Mittlerer Oberrhein, dans le district de Karlsruhe.

## Personnalités
- Heinrich Zimmern (1862-1931), assyriologue né à Graben